# Paulo Valentim
Paulo Ângelo Valentim, também conhecido como Paulinho Valentim (Barra do Piraí, 20 de novembro de 1932 — Buenos Aires, 9 de julho de 1984) foi um futebolista brasileiro.
Centroavante raçudo e artilheiro, é o maior artilheiro do Boca Juniors na história do Superclássico do futebol argentino.

## História
Filho de Joaquim Valentim, o Quim, ex-defensor do Atlético-MG campeão dos campeões de 1937, começou a jogar futebol no Central de Barra do Piraí. Passou pelo Guarani de Volta Redonda e, em 1954, transferiu-se para Belo Horizonte, contratado pelo Atlético Mineiro, onde foi Campeão Estadual em 1954 e 1955. Em 51 jogos, marcou 31 gols. O atacante se despediu no início do segundo semestre de 1956, quando o Botafogo o levou, por 1 milhão de cruzeiros.
Foi levado pelo treinador João Saldanha para o Botafogo, que não conquistava um título desde 1948. O jejum terminou em 1957, com participação fundamental de Paulo Valentim: ele fez 5 gols (sendo um de bicicleta) na vitória de 6 a 2 do Botafogo sobre o Fluminense que decidiu o Campeonato Carioca daquele ano.
No Rio de Janeiro dos anos 1950, Paulo Valentim desenvolveu seu futebol mas também seu temperamento boêmio, costume entre boa parte dos jogadores naquele tempo.
Convocado para a Seleção Brasileira que participou do Sul-Americano de 1959, em Buenos Aires, jogou e encantou os argentinos. Quando o Brasil venceu o Uruguai de virada no Monumental de Nuñez, teve hat-trick de Valentim. No ano seguinte foi contratado pelo Boca Juniors, mas antes de mudar-se para Buenos Aires, casou-se com a namorada Hilda Maia Valentim, que ele havia conhecido em Belo Horizonte e que mais tarde seria a inspiradora da personagem Hilda Furacão, criada em 1991 pelo escritor Roberto Drummond, tornando-se famosa, esta personagem, depois da exibição da minissérie Hilda Furacão.
No Boca Juniors, Paulinho Valentim rapidamente destacou-se como goleador: não chegou a ser artilheiro do Campeonato Argentino de Futebol, mas foi o artilheiro do Boca nas temporadas de 1961, 1962 e 1964, sendo que nas duas últimas seu clube foi também campeão. Em 4 anos, marcou 10 gols em jogos oficiais (e mais 3 em amistosos) contra o River Plate, sendo o maior artilheiro do Boca na história do Superclássico do futebol argentino. Tornou-se ídolo da torcida xeneize, que tinha um grito de guerra especial para ele: "¡Tim, tim, tim! ¡Es gol de Valentim!" Sua esposa Hilda era tratada como "primeira-dama" do clube, assistindo as partidas num lugar especial da Tribuna de Honra da Bombonera.
Foram 111 jogos e 71 gols pelo Boca Juniors. Paulo Valentim começou a oscilar em 1964, se recusou a jogar pelo time de aspirantes, para recuperar a parte física, foi multado e, então, em 1965, decidiu ir embora.
Em 1965, já com 32 anos e debilitado pela vida boêmia, Valentim transferiu-se para São Paulo, onde teve uma passagem apagada pelo São Paulo.
No final dos anos 1960, Paulo e Hilda foram para o México, onde ele ainda tentou jogar no Atlante, mas acabou trabalhando no cais do porto.
Em 1978 conseguiu dinheiro emprestado com amigos brasileiros e voltou com a esposa a Buenos Aires, onde se dispôs a ser treinador de futebol, mas teve apenas uma rápida experiência numa equipe de juniores.

## Morte
Valentim morreu pobre devido ao alcoolismo e vício em jogos.